# 荒尾成允
荒尾 成允（あらお しげまさ、? - 文久元年8月25日〈1861年9月29日〉）は、江戸時代末期の徳川幕府の旗本。長崎奉行などを歴任した。通称は平次郎、平八郎。土佐守、石見守。父は江戸町奉行だった荒尾成章。

## 経歴
文政3年12月（1821年）小納戸となり、文政12年（1829年）小姓、嘉永4年（1851年）12月小姓頭取となる。嘉永5年（1852年）5月に目付・海防掛兼帯となり、嘉永6年（1853年）8月にはロシア使節応接掛兼帯となりプチャーチンと接した。安政元年（1854年）5月長崎奉行に就任し、翌2年（1855年）4月イギリス使節スターリングと会談し、同年9月オランダ商館長ヤン・ドンケル・クルティウスと日蘭予備約定に調印した。安政3年（1856年）9月アロー号事件が起こると、クルティウスに事件の詳細を聴取した上で翌4年（1857年）2月に幕府に報告している。同年5月勘定奉行次席となり、同年8月水野忠徳・岩瀬忠震等と日蘭追加条約調印ならびに日蘭和親条約推進書の交換の席に参加した。また同月ロシア使節プチャーチンと日露追加条約の商議を重ねて、翌9月に条約に調印をした。安政6年（1859年）9月小普請奉行となり、同11月本丸普請掛となる。万延元年12月（1861年）田安家家老となり、在職中に没した。墓所は東京都港区の東禅寺。